# Necroticism: Descanting the Insalubrious
Necroticism - Descanting the Insalubrious es el tercer álbum de estudio de la banda inglesa de metal extremo Carcass, originalmente lanzado en 1991 por Earache Records. Es un álbum conceptual que en sus letras describe describe la historia de un médico asesino y sus formas sencillas de deshacerse de cadáveres ("Pedigree Butchery", por ejemplo, propone utilizar los restos humanos como alimento de mascotas, "Carneous Cacoffiny" expone su utilización como instrumentos musicales y en "Inpropagation" los restos son utilizados como fertilizante). Es el primer álbum de la banda en el que participa el guitarrista sueco Michael Amott.

## Estilo musical
Ken Owen y Jeff Walker dijeron en el documental The Pathologist's Report Part III: Mass Infection que no estaban de acuerdo con que el estilo de Carcass en este álbum sea goregrind, ya que les inspiró la propuesta musical de Death con Human y querían hacer algo orientado en esa dirección pero de una forma más melódica. Owen reconoce elementos de death metal y junto con Walker expresan que se sienten más inclinados a definirlo como un álbum "progresivo".

## Lista de canciones
1. Inpropagation (7:07)
2. Corporal Jigsore Quandary (5:48)
3. Symposium Of Sickness (6:56)
4. Pedigree Butchery (5:17)
5. Incarnated Solvent Abuse (5:00)
6. Carneous Cacoffiny (6:43)
7. Lavaging Expectorate Of Lysergide Composition (4:03)
8. Forensic Clinicism / The Sanguine Article (7:16)

## Músicos
- Michael Amott - Guitarra
- Ken Owen - Batería
- Bill Steer - Guitarra
- Jeff Walker - Bajo, Voces

## Equipo de producción
- Colin Richardson - Productor